# Golling an der Erlauf
Golling an der Erlauf je městys v Rakousku ve spolkové zemi Dolní Rakousy v okrese Melk. Žije zde přibližně 1 500 obyvatel.

## Geografie

### Geografická poloha
Golling an der Erlauf se nachází ve spolkové zemi Dolní Rakousy v regionu Mostviertel. Rozloha území městyse činí 2,71 km², z nichž 34,12 % je zalesněných. Územím městyse protéká řeka Erlauf.

### Části obce
Území městyse Erlauf se skládá ze čtyř částí (v závorce uveden počet obyvatel k 1. 1. 2022):
- Golling (677)
- Hinterleiten (126)
- Neuda (645)
- Sittenberg (20)

### Sousední obce
- na severu: Krummnußbaum, Pöchlarn
- na jihu: Erlauf

## Historie
Ve starověku bylo toto území částí provincie Noricum.
Golling byl poprvé zmíněn roku 1334, tehdy pod názvem Goldarn. Tento název poukazuje na výskyt zlata, které zde bylo rýžováno. Koncem 19. století zde byla založena první rakouská provaznická fabrika. Díky tomu zde bylo vybudováno též množství nových bytů pro místní zaměstnance.
Sittenber, jedna z částí obce Golling an der Erlauf, byl dříve s největší pravděpodobností obýván nějakým šlechticem či rytířem, což by vysvětlovalo jeho název.

## Galerie

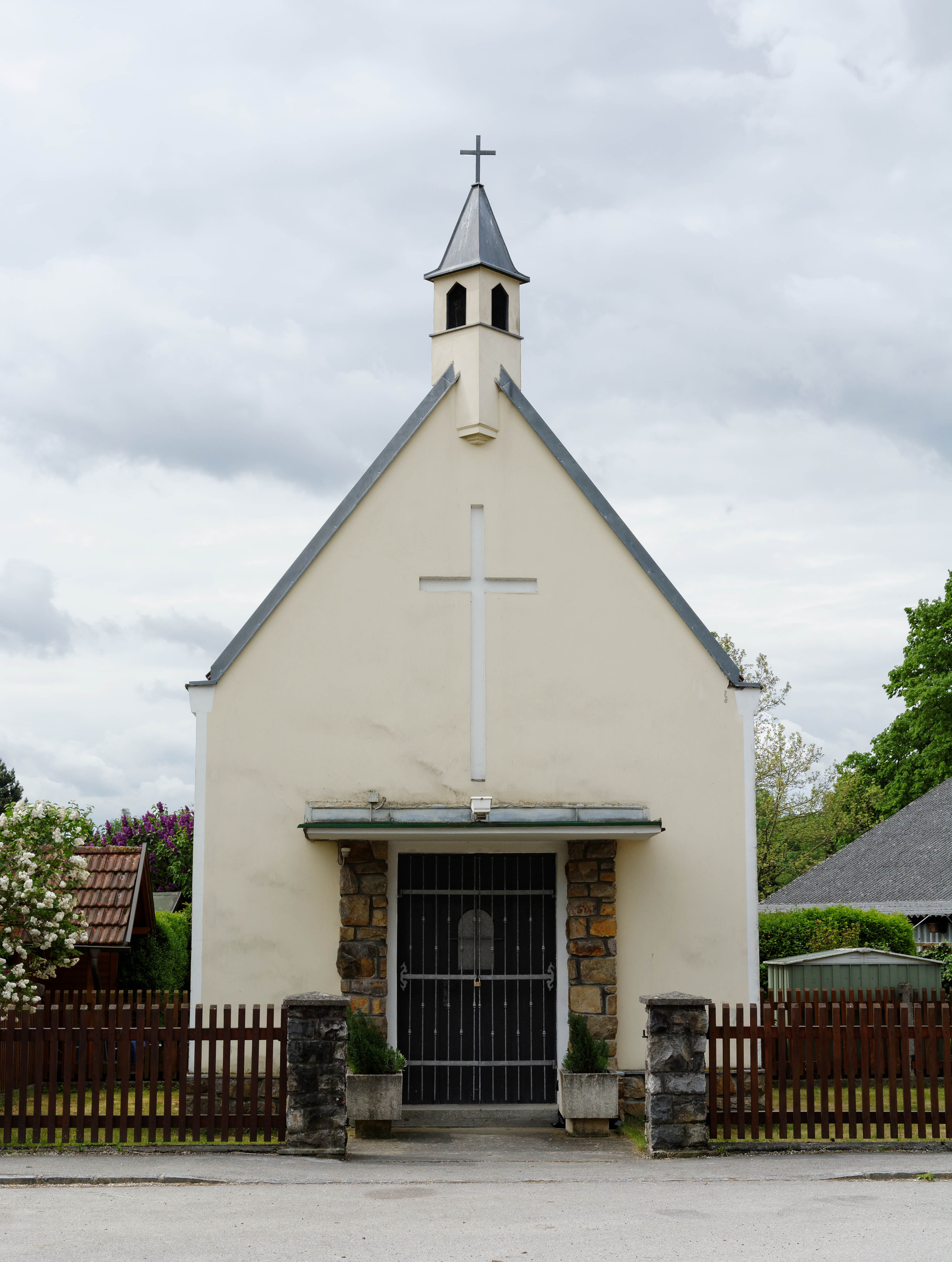
Kaple sv. Gertrudy
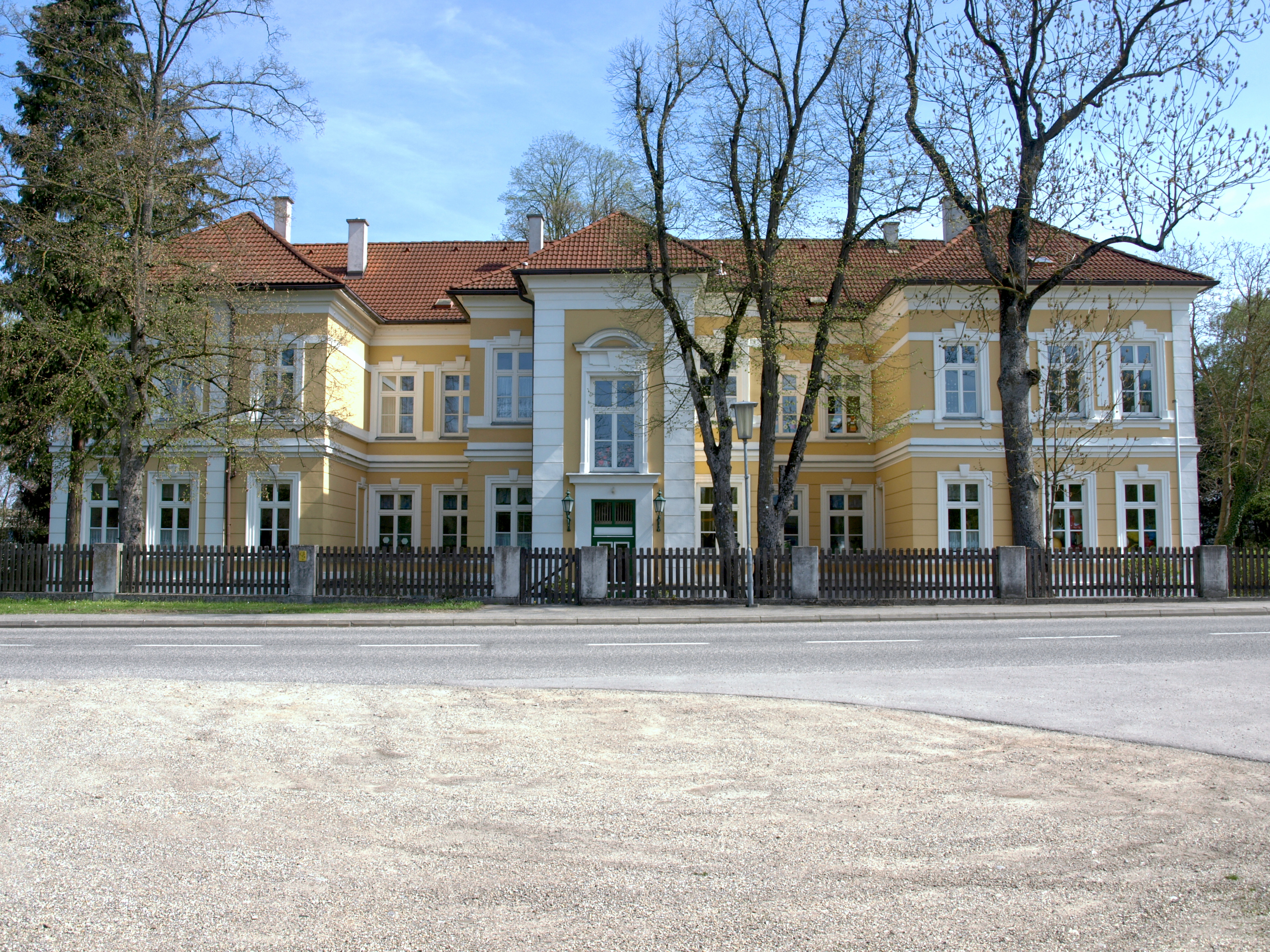
Budova mateřské školy
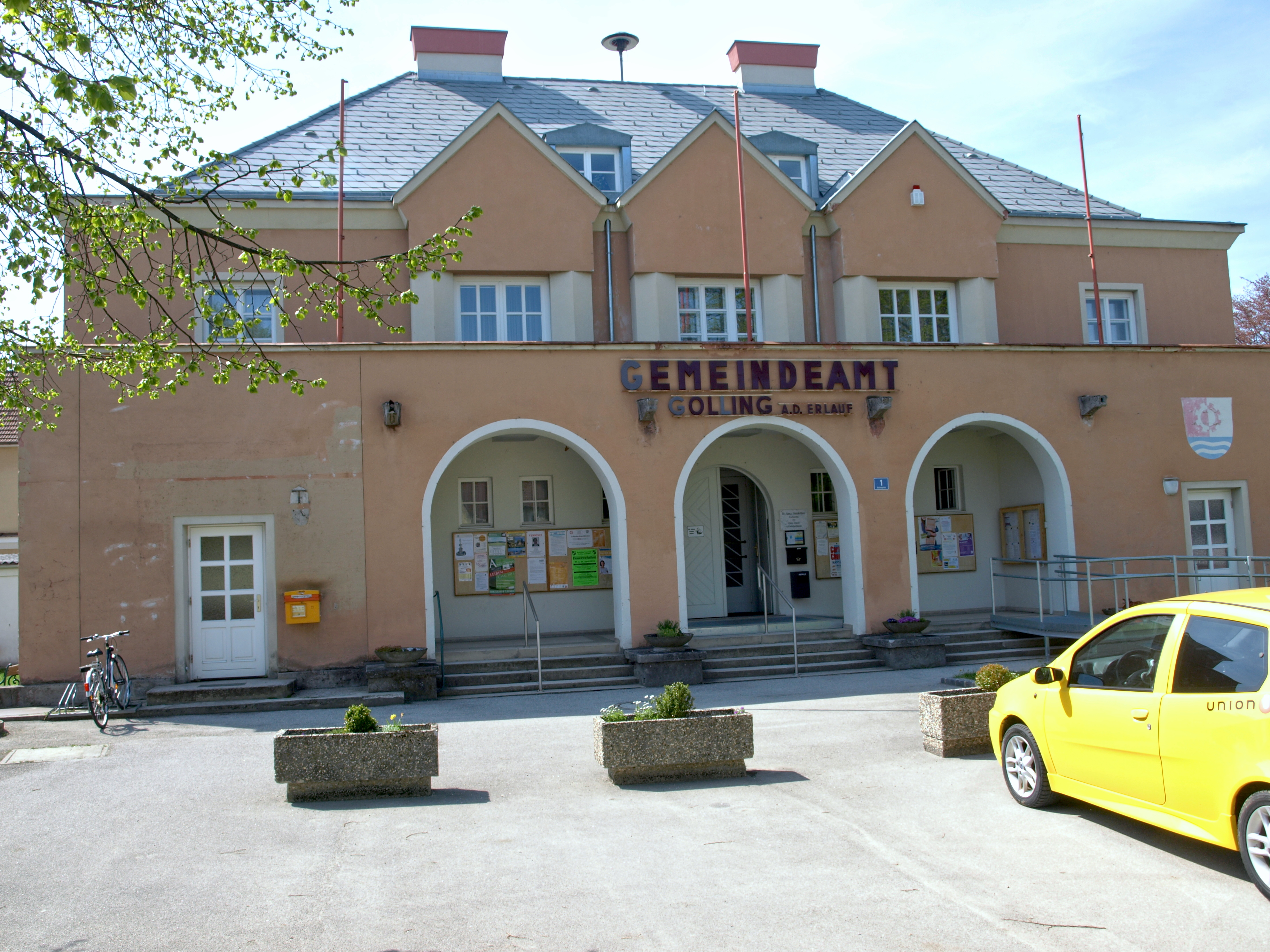
Budova radnice